# PowerPark
PowerPark est un parc d'attractions et une piste de karting situés à Alahärmä, en Finlande.

## Le parc d'attractions

### Montagnes russes
| Nom           | Type         | Constructeur                 | Année d'ouverture |
| ------------- | ------------ | ---------------------------- | ----------------- |
| Cobra         | Boomerang    | Vekoma                       | 2005              |
| Joyride       | Métal        | L&T Systems                  | 2003              |
| Junker        | Lancées      | Gerstlauer                   | 2015              |
| Mine Train    | Junior       | Zamperla                     | 2007              |
| Neo's Twister | Tournoyantes | Fabbri Group                 | 2011              |
| Pitts Special | Assises      | Gerstlauer                   | 2020              |
| Thunderbird   | Bois         | Great Coasters International | 2006              |

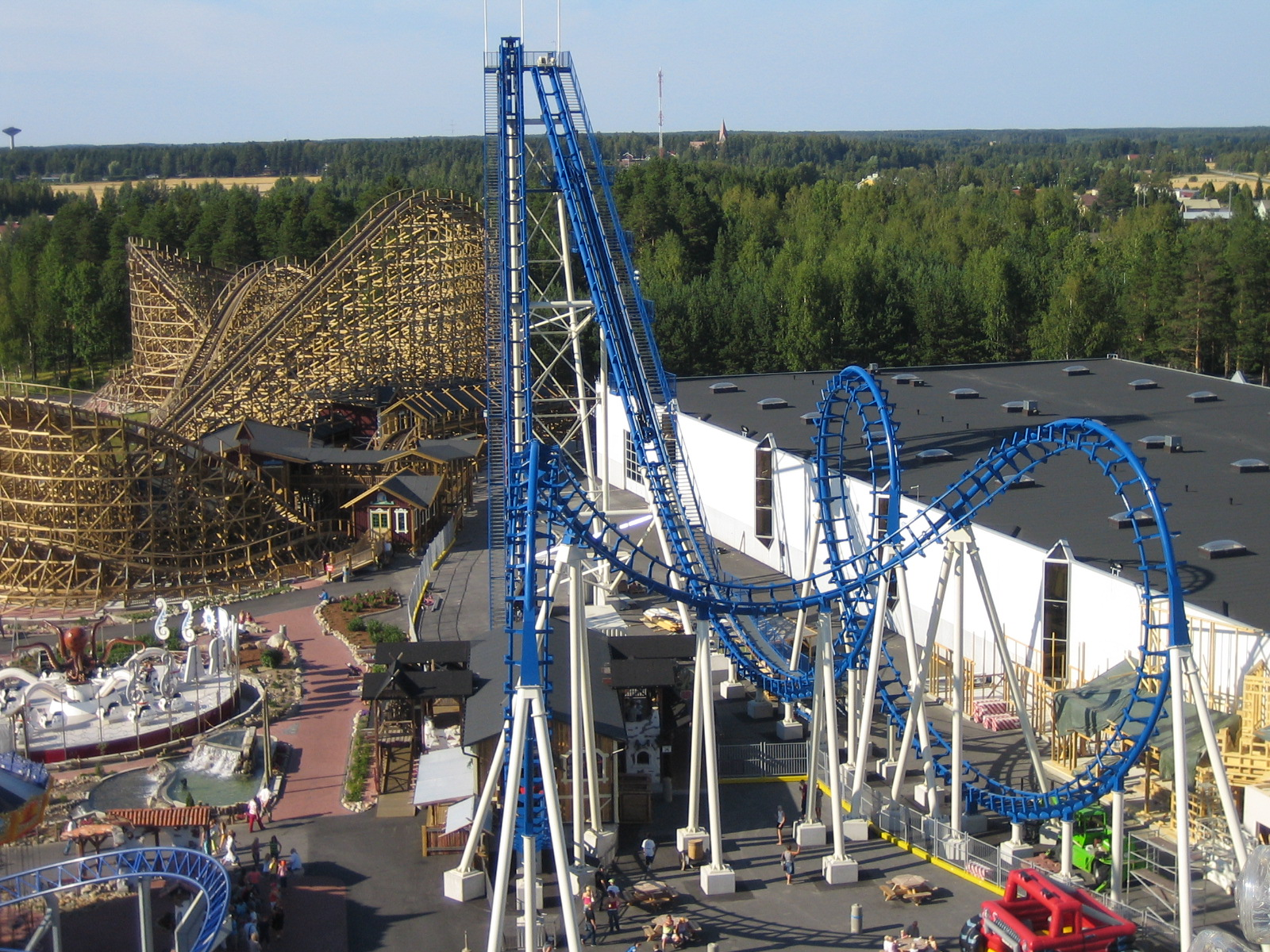
Cobra
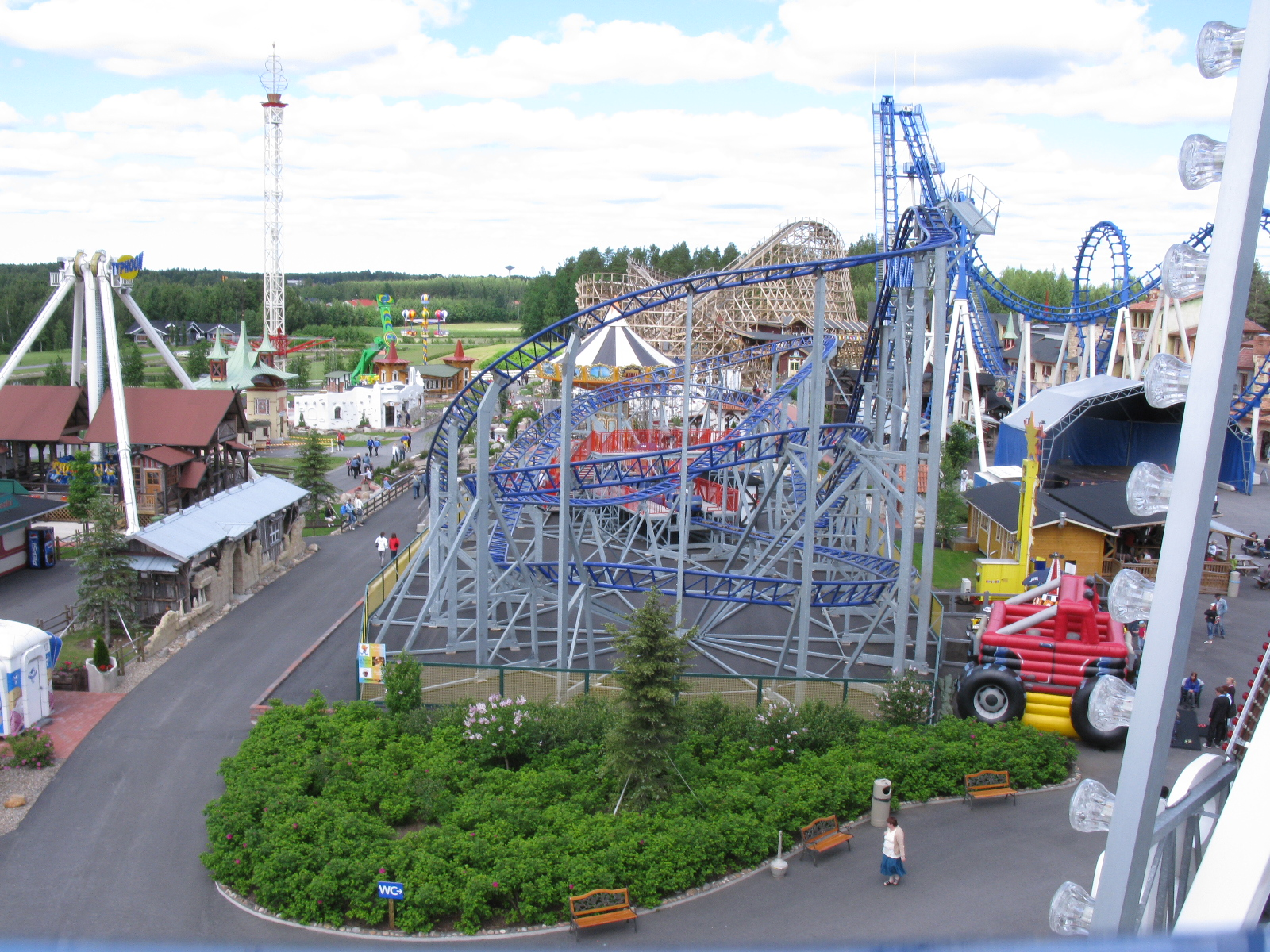
Joyride
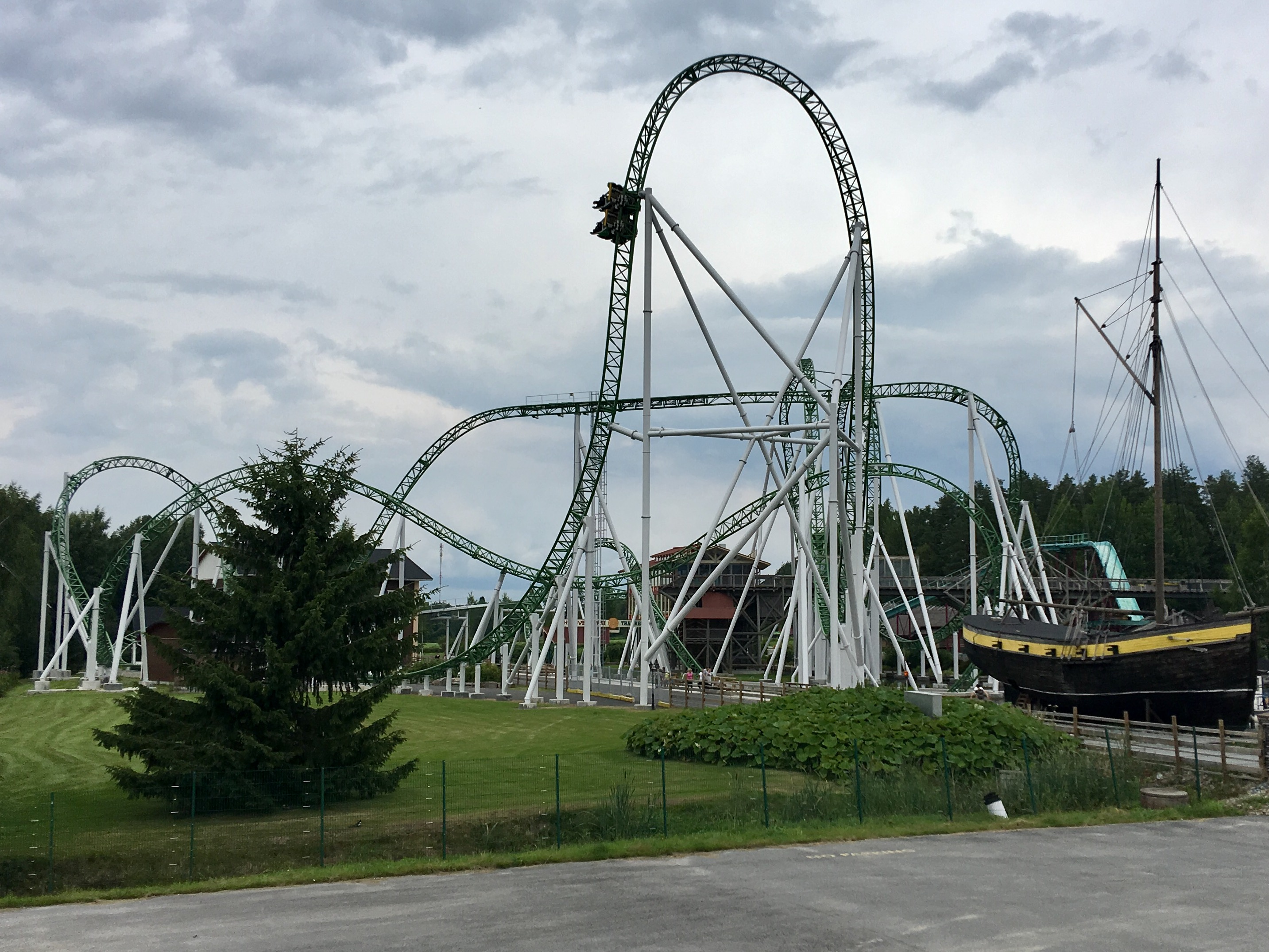
Junker
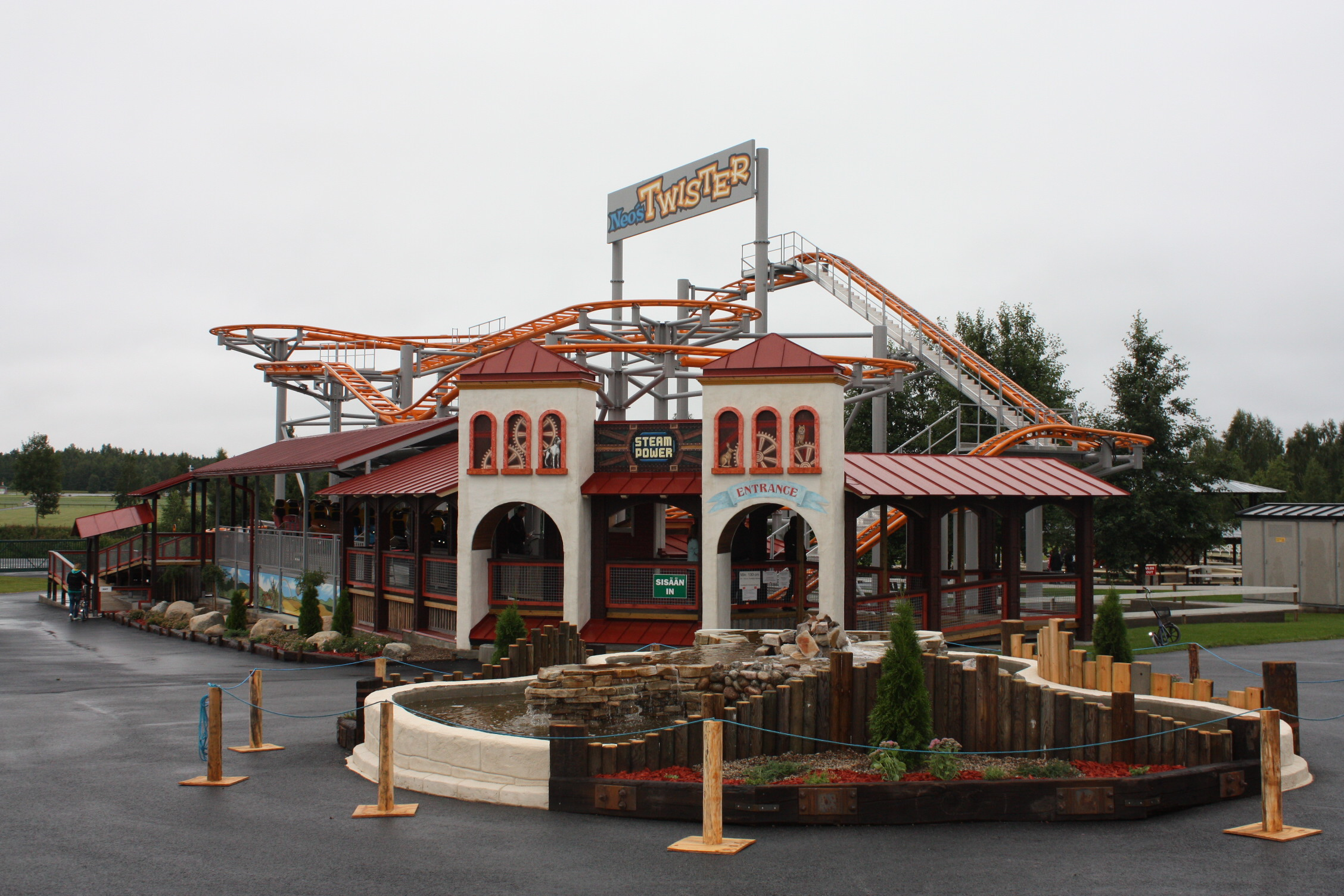
Neo's Twister
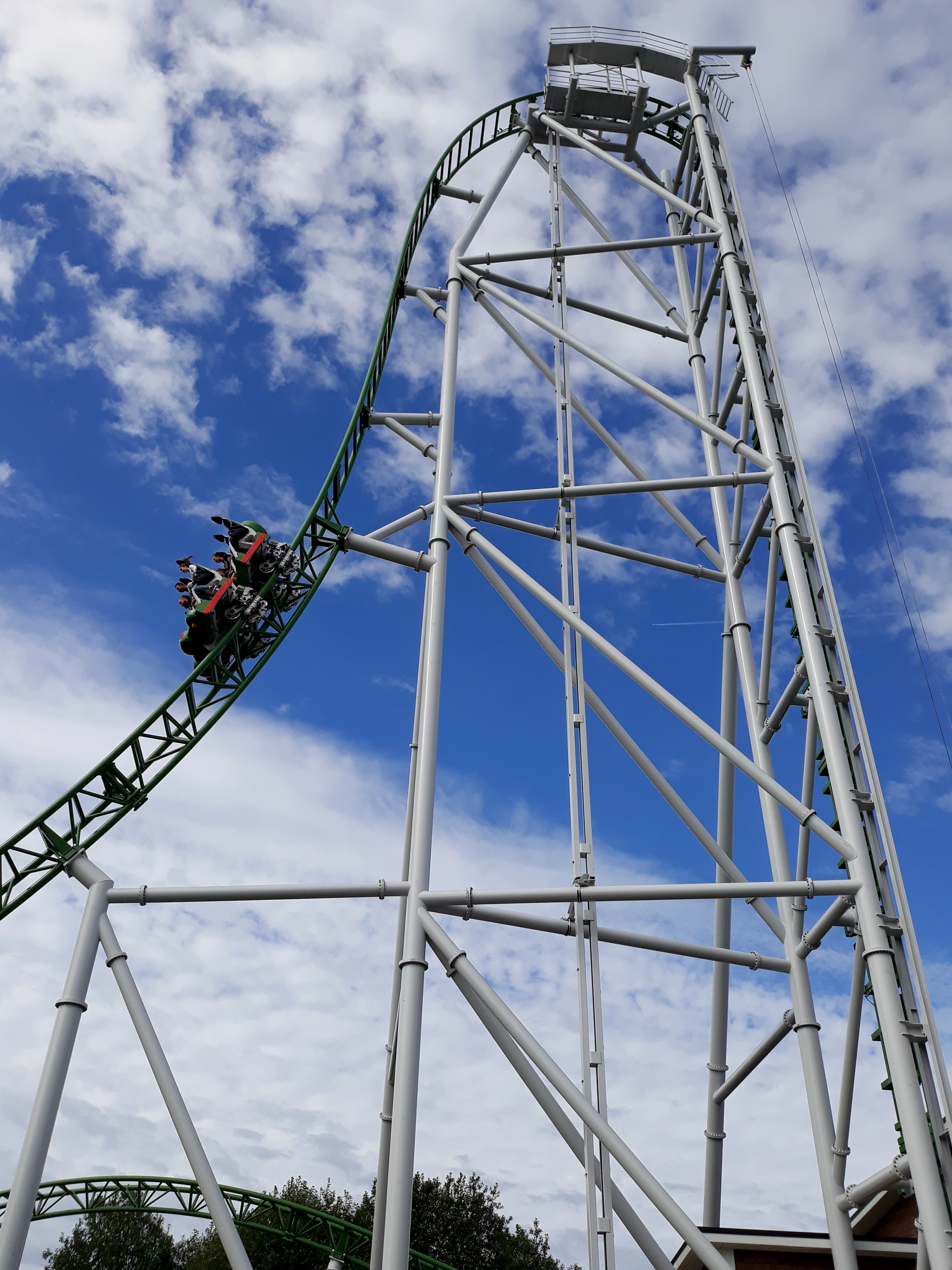
Pitts Special
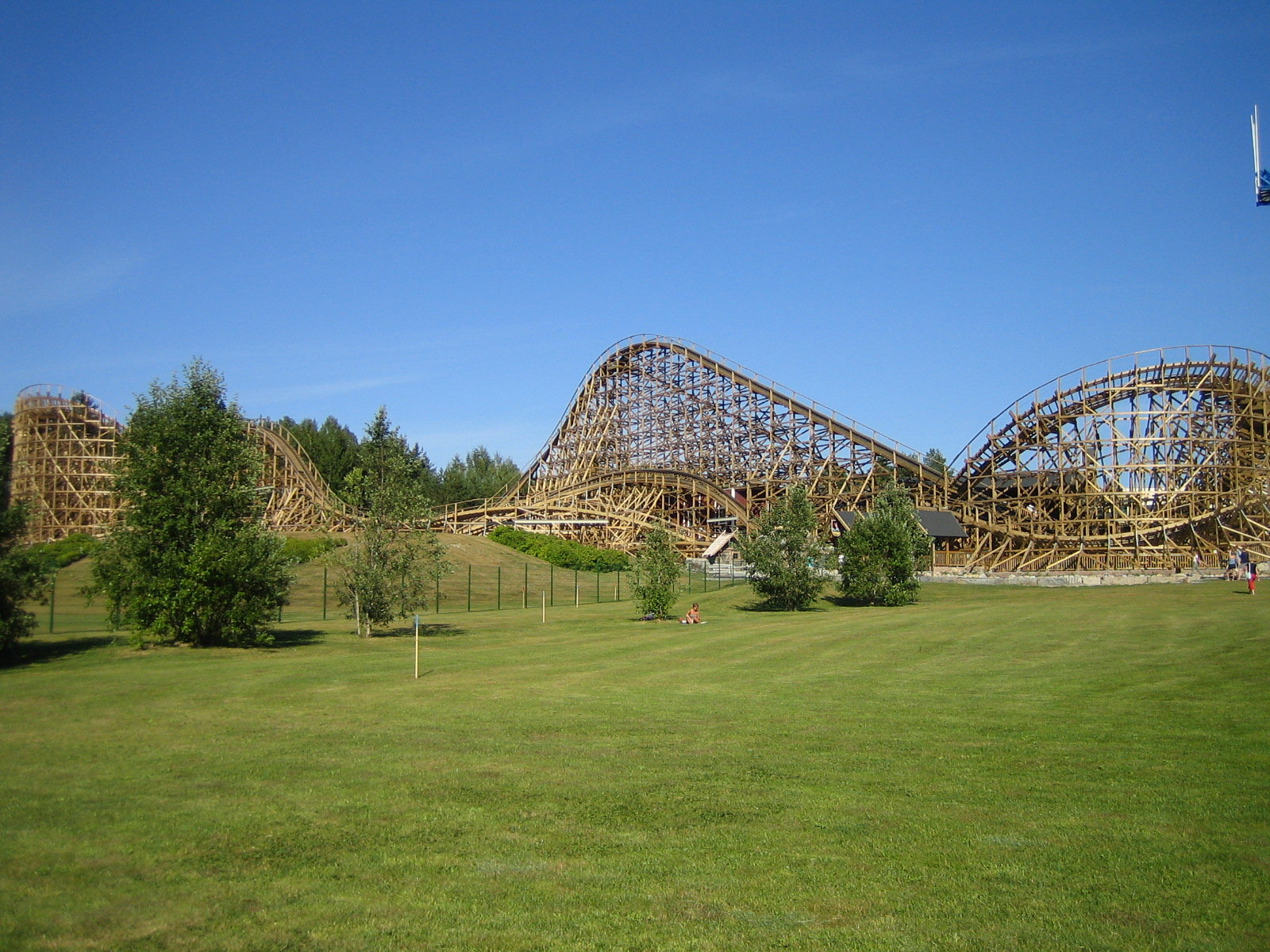
Thunderbird

### Attractions aquatiques
| Nom        | Type   | Constructeur | Année d'ouverture |
| ---------- | ------ | ------------ | ----------------- |
| Kwai River | Bûches | Interlink    | 2013              |

### Autres attractions
- Booster - Booster (2003), Fabbri Group
- Bumper Cars - autos-tamponneuses (2003), Gosetto
- Chain Carousel - chaises volantes (2002), Sopark
- Chuck Wagon - grande roue (2005), Zamperla
- Crazy House - (2003), Barbieri
- Devil's Mine Hotel - parcours scénique (2007), Gosetto
- Dino Safari Jeep - promenade en jeep (2002), Zamperla
- Fiesta Mexicana - Vertical Swing (2007), Zamperla
- Galeon - Rockin' Tug (2007), Zamperla
- Giant Wheel - grande roue (2003), Fabbri Group
- Jump Around - Jump Around (2007), Zamperla
- Jumping Star - Jumping Star (2002), Zamperla
- La Paloma - Vertical Swing (2005), Zierer
- Mega Drop - Mega Drop (2002), Fabbri Group
- Mill River - bûches junior (2005), Zamperla
- Mini Jets - (2003), Zamperla
- Mini Tea Cup - tasses (2002), Zamperla
- Music Express - Music Express (2002), Barbieri
- Piovra - pieuvre (2004), Soriani & Moser
- Real Snack Jetski - Jet Skis (2013), Zierer
- Rio Grande Train - Rio Grande (2003), Zamperla
- Time Machine - (2005)
- Wild Horse Carousel - carrousel (2002)

## Power Palace
La plus grande piste intérieur de karting d'Europe.